# サイディング・スプリング彗星 (C/2012 OP)
サイディング・スプリング彗星（サイディング・スプリングすいせい、Comet Siding Spring）は、離心率が極めて大きな軌道を持つ彗星の1つである。彗星の命名規則による仮符号は C/2012 OP。
軌道長半径は約1560億km (1043AU) 、遠日点は約3100億km (2100AU) の距離にある。当初は、軌道長半径が1000AU、遠日点距離が2000AUを超える小惑星として、2012 DR30 についで発見された。そのため当初は小惑星の仮符号である 2012 OP と呼ばれていた。しかしその後の観測によって、小惑星ではなく彗星であると判明したため、命名規則に従い、名称はサイディング・スプリング彗星、仮符号は C/2012 OP となった。サイディング・スプリング彗星は、この長大な軌道を約34000年かけて公転しており、2012年12月4日に近日点を通過したばかりである。軌道が変わらなければ、次に近日点に戻ってくるのは38700年頃である。
軌道離心率は0.9965と、知られている限り最も大きな値を持つ小惑星であったが、軌道長半径や遠日点、公転周期は似たような軌道を持つ 2013 BL76 や 2012 DR30 よりは小さな値を持つ。これは、近日点距離が3.61AU（5億4000万km）と、2012 DR30 より近いためである。また、先述の通り彗星であるため、小惑星としての軌道離心率最高の座は 2005 VX3 に譲っている。
絶対等級は14.0であり、これから推定される直径は4kmから9kmという微小な大きさである。